# Villa Porteña
Villa Porteña é uma localidade do partido de Berisso, da Província de Buenos Aires, na Argentina. Possui uma população estimada em 15.928 habitantes (INDEC 2001).